# Цыплаков, Руслан Петрович
Руслан Петрович Цыплаков (23 января 1975 г., Донецк) — Председатель Наблюдательного Совета Частного акционерного общества «Метал Юнион», член президиума Автомобильной Федерации Украины, основатель первого на Украине национального автоспортивного проекта Team Ukraine racing with Ferrari, Мастер спорта.

## Образование
Окончил Донецкий национальный университет по специальности «Управление персоналом и экономика труда». Магистр управления. Прошел обучение по программам «Управление персоналом» и «Финансовый менеджмент» в Институте Профессиональных Финансовых Менеджеров (IPFM), Великобритания.

## Предпринимательская деятельность
С 1997 года выступает учредителем ряда компаний в сфере торговли цветными металлами. Реализовал несколько масштабных проектов в сфере экспорта-импорта металлов цветной группы. Оборот в рамках совместных бизнес-проектов с компанией «Укрресурс», украинского партнера компании «Bergmann» (Дюссельдорф) к 2003 году составлял несколько десятков миллионов долларов США.
В 2003 году становится Председателем Наблюдательного Совета Группу ПАО "КБ «Пивденкомбанк». В 2004 году консолидирует бизнес, сосредоточенный в металлургии, финансовом секторе, сфере недвижимости в рамках холдинга ЗАО «Донбассинвестгруп» (после переименования — ЗАО «МЕТАЛ ЮНИОН»). Сегодня Метал Юнион — растущая украинская промышленно-финансовая группа с диверсифицированным портфелем активов, интересы которой сосредоточены на инвестирование в развивающиеся рынки: горнодобывающее производство, финансовую сферу и нефтепереработку. Чистые активы входящего в Группу ПАО "КБ «Пивденкомбанк» по состоянию на конец 3-го квартала 2013 года превысили 6,5 млрд грн.

## Спортивные достижения
Мастер спорта. Победитель и призёр этапов серий GT Italia (англ.), GT Sprint International Series. Призёр этапа чемпионата Украины по ралли-рейдам. Победитель чемпионата Украины по трофи-рейдам «Украина Трофи». Многократный участник и призёр чемпионатов Украины и международных соревнований по шоссейно-кольцевым гонкам.

## Team Ukraine racing with Ferrari
С 2011 года — член президиума Автомобильной Федерации Украины. В этом же году становится основателем первого на Украине национального автоспортивного проекта Team Ukraine racing with Ferrari, созданного с целью развития и популяризации отечественного автоспорта, поддержки молодых украинских пилотов. Сегодня Team Ukraine racing with Ferrari — украинская гоночная команда, успешно выступающая в престижных международных кольцевых гоночных сериях, среди которых Blancpain Endurance Series Архивная копия от 2 сентября 2011 на Wayback Machine (англ.), Ferrari Challenge Europe (англ.), GT Sprint International Series. Почетным президентом команды является Виктор Викторович Янукович.

## Семья
Женат. Имеет двоих сыновей: Владислав (18 лет) и Александр (10 лет).